# Nuncia levis
Nuncia levis är en spindeldjursart som beskrevs av Forster 1954. Nuncia levis ingår i släktet Nuncia och familjen Triaenonychidae. Inga underarter finns listade i Catalogue of Life.